# Nanofluidica
La nanofluidica è lo studio del comportamento, della manipolazione e del controllo dei fluidi che sono confinati in strutture di dimensioni nanometriche (1 nm = 10−9 m) caratteristiche (in genere 1-100 nm). I fluidi confinati in queste strutture mostrano comportamenti fisici non osservati nelle strutture più grandi, come in quelle di dimensioni micrometriche e superiori, perché le lunghezze caratteristiche nella scala fisica del fluido, (per es. la lunghezza di Debye, il raggio idrodinamico) coincidono molto strettamente con le dimensioni della nanostruttura stessa.

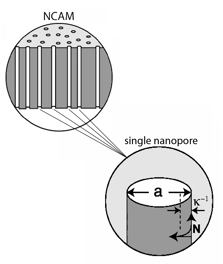
Diagramma schematico di una realizzazione particolare di nanofluidica in una membrana di un apparato nanocapillare, o NCAM (nanocapillary array membrane). La NCAM è composta da un grande numero di nanocapillari paralleli, ognuno dei quali ha un raggio di poro, a/2, che è approssimativamente della stessa dimensione della lunghezza di Debye, κ^{-1}. Lo strato elettrico doppio è caratterizzato da una distribuzione di contro-ione (counter-ion), N, la quale è più grande nella parete del poro e decade verso il suo centro.

Quando le strutture si avvicinano al regime dimensionale corrispondente a lunghezze della scala molecolare, nuove limitazioni fisiche sono imposte al comportamento del fluido. Ad esempio, questi limiti fisici inducono le regioni del fluido a esibire nuove proprietà non osservate nella materia "massiva" (bulk), per es. la viscosità aumenta immensamente vicino alla parete del poro; possono realizzare mutamenti nelle proprietà termodinamiche e anche alterare la reattività chimica delle specie nell'interfaccia fluido-solido. Un esempio particolarmente utile e rilevante è visualizzato dalle soluzioni di elettrolita confinate nei nanopori che contengono carica di superficie, vale a dire nelle interfacce elettrificate, come è mostrato nella membrana ad apparato nanocapillare (NCAM, nanocapillary array membrane) nella figura a fianco.
Tutte le interfacce elettrificate inducono una distribuzione di carica organizzata in prossimità della superficie conosciuta come doppio strato elettrico. Nei pori di dimensioni nanometriche il doppio strato elettrico può completamente estendere la larghezza del nanoporo, conseguente ai drammatici cambiamenti nella composizione del fluido e delle proprietà relative al moto del fluido nella struttura. Ad esempio, il rapporto superficie/volume del poro aumentato drasticamente si verifica in una preponderanza di contro-ioni (vale a dire ioni caricati in senso opposto alle cariche statiche della parete) sui co-ioni (che possiedono lo stesso segno delle cariche della parete), in molti casi per la esclusione vicina-completa di co-ioni, in modo che soltanto una specie ionica esiste nel poro. Questo può essere usato per la manipolazione di specie con polarità selettiva per tutta la lunghezza del poro onde raggiungere insoliti schemi di manipolazione fluidica impossibile nelle strutture micrometriche e in quelle più grandi.

## Teoria
Nel 1965, Rice e Whitehead pubblicarono un contributo fondamentale alla teoria del trasporto di soluzioni di elettrolita in lunghi (idealmente infiniti) capillari di diametro nanometrico. 
In breve, il potenziale, ϕ, a una distanza radiale, r, è dato dall'equazione di Poisson-Boltzmann,

{\displaystyle {\frac {1}{r}}{\frac {d}{dr}}\left(r{\frac {d\phi }{dr}}\right)=\kappa ^{2}\phi \ }

dove κ è l'inverso della lunghezza di Debye, 

{\displaystyle \kappa ={\sqrt {\frac {8\pi ne^{2}}{\epsilon kT}}}}

determinata tramite la densita numerica n degli ioni, la costante dielettrica, ε,  la costante di Boltzmann, k, e la temperatura, T.  Conoscendo il potenziale, φ(r), la densità di carica può essere recuperata dall'equazione di Poisson, la cui soluzione può essere espressa come una funzione di Bessel modificata del primo tipo, I0, e regolata (scaled) al raggio del capillare, a. Un'equazione di moto in base alla combinazione di pressione e flusso elettricamente condotto può dunque essere scritta,

{\displaystyle {\frac {1}{r}}{\frac {d}{dr}}\left(r{\frac {dv_{z}}{dr}}\right)={\frac {1}{\eta }}{\frac {dp}{dz}}-{\frac {F_{z}}{\eta }}}

dove η è la viscosità, dp/dz è il gradiente di pressione e Fz è la forza del corpo condotta tramite l'azione del campo elettrico, Ez, applicato sulla densità di carica della rete nel doppio strato.
Quando non c'è nessuna pressione applicata, la distribuzione radiale della velocità è data da,

{\displaystyle v_{z}\left(r\right)={\frac {\epsilon \phi _{0}}{4\pi \eta }}E_{z}\left[1-{\frac {I_{0}\left(\kappa r\right)}{I_{0}\left(\kappa a\right)}}\right]}

Dalla equazione precedente, ne consegue che il flusso del fluido nei nanocapillari è disciplinato dal prodotto κa, vale a dire, dalle dimensioni relative della lunghezza di Debye e del raggio del poro. 
Regolando questi due parametri e la densità di carica di superficie dei nanopori, il flusso del fluido può essere manipolato a piacimento.

## Fabbricazione

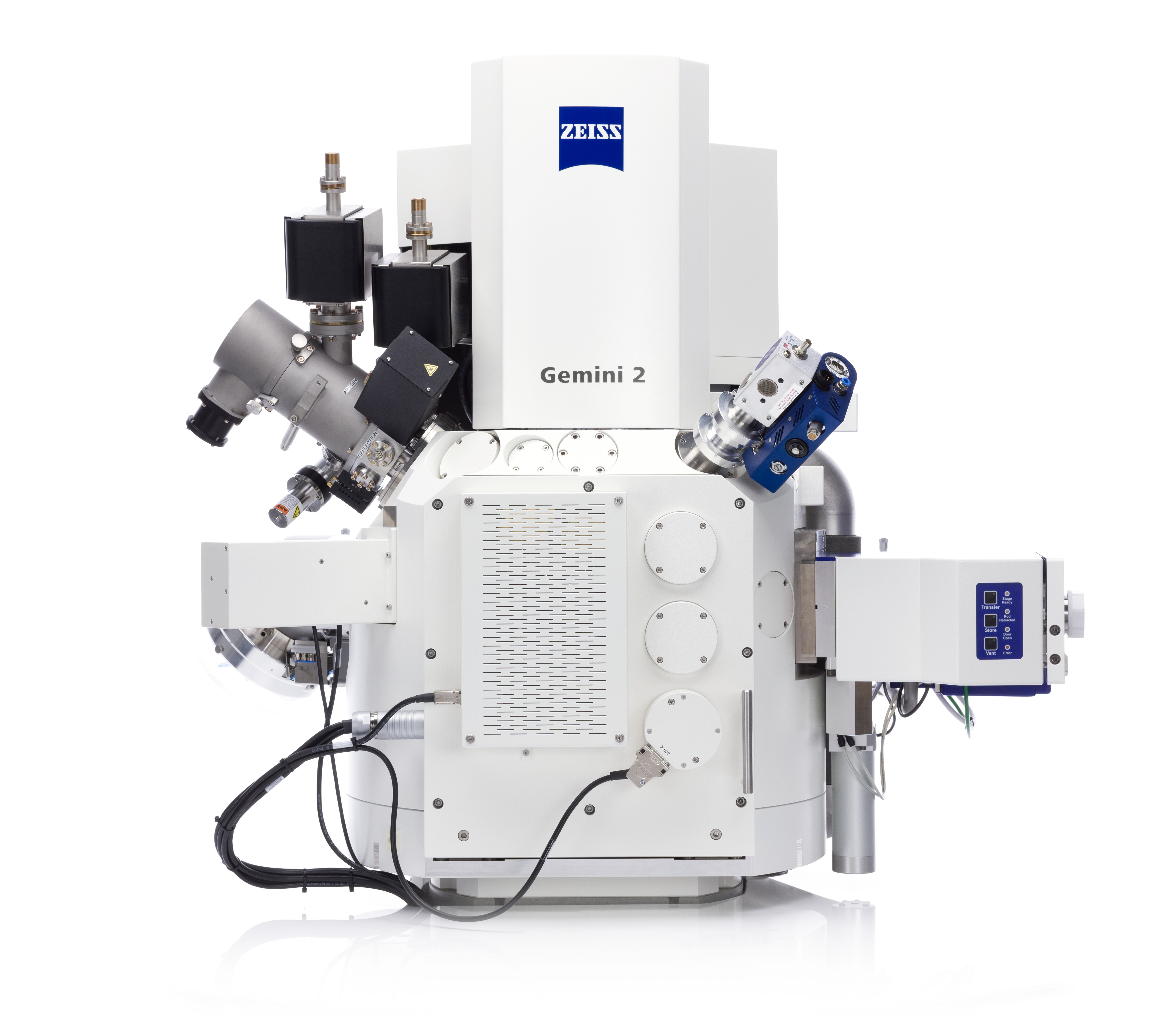
Carl Zeiss Crossbeam 550

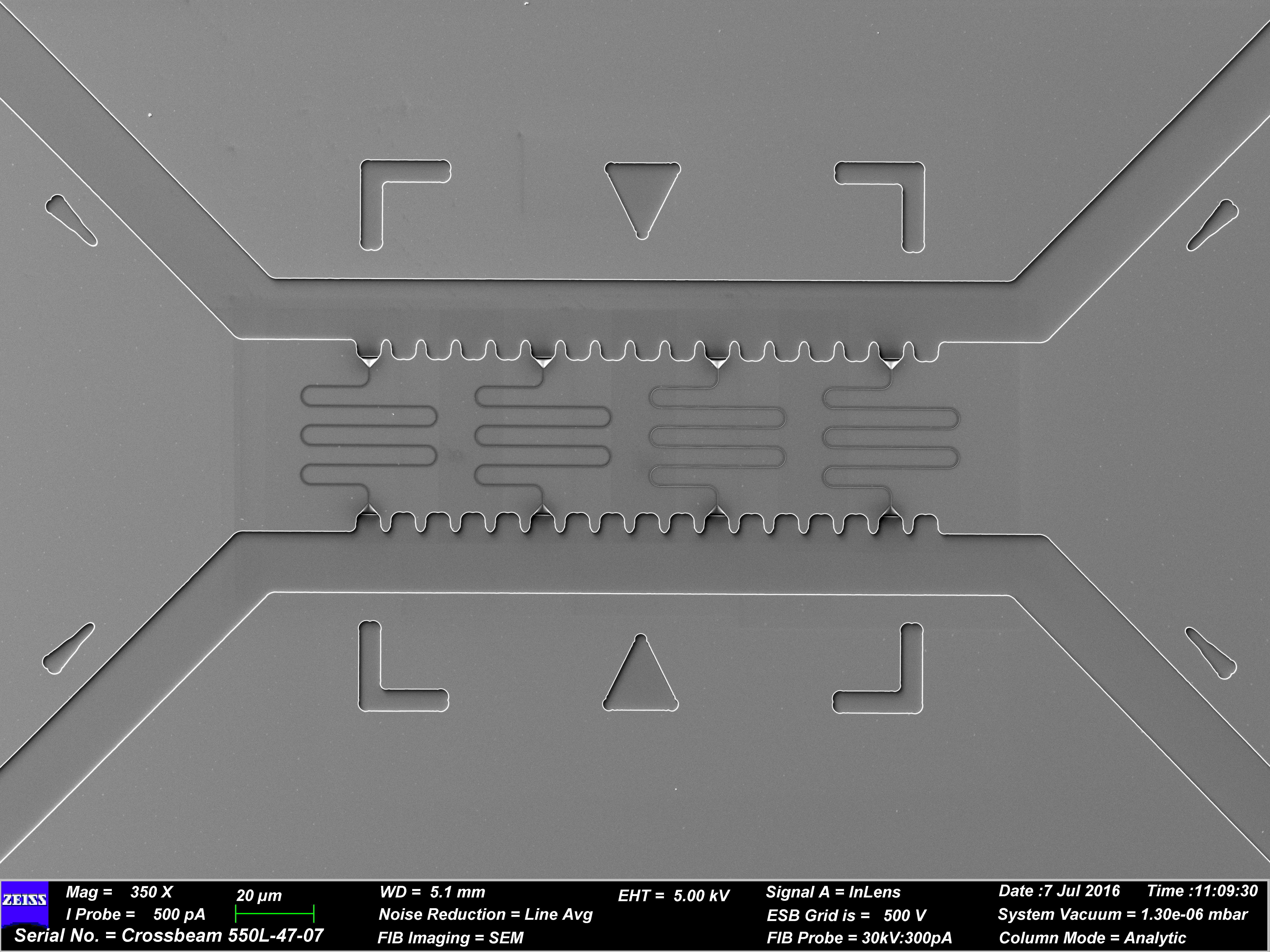

Le nanostrutture possono essere fabbricate come singoli canali cilindrici, nanofessure (nanoslits), o apparati di nanocanali di materiali come silicio, vetro, polimeri (per es. PMMA, PDMS, PCTE) e vescicole sintetiche. La fotolitografia standard, la microlavorazione di massa o di superficie, le tecniche di replicazione (stampaggio, stampa, fusione e stampaggio a iniezione), la traccia nucleare o l'incisione chimica,
sono comunemente usate per fabbricare strutture che mostrano caratteristici comportamenti nanofluidici.

## Applicazioni
A causa della piccola dimensione dei condotti dei fluidi, le strutture nanofluidiche sono naturalmente applicate in situazioni che esigono che i campioni siano trattati in quantità estremamente piccole, inclusi il conteggio (counting) di Coulter, le separazioni analitiche e le determinazioni di biomolecole, come proteine e DNA, e il facile trattamento dei campioni di massa limitata. Uno dei settori più promettenti della nanofluidica è il suo potenziale per l'integrazione nei sistemi microfluidici, vale a dire MicroTotal Analytical Systems o strutture Lab-on-a-chip. Per esempio, i NCAM, quando sono incorporati in dispositivi microfluidici, possono eseguire commutazione digitale riproducibile, consentendo il trasferimento di liquido da un canale microfluidico all'altro, 
separare selettività e trasferire analiti tramite dimensione e massa,, 
miscelare reagenti in modo efficiente, 
e separare i fluidi con caratteristiche disparate. 
Inoltre, c'è un'analogia naturale tra le capacità di trattare il fluido di strutture nanofluidiche e la capacità dei componenti elettronici di controllare il flusso di elettroni e buchi. Questa analogia è stata utilizzata per realizzare funzioni elettroniche attive come la rettificazione e l'effetto di campo 
e l'azione dei transistor bipolari con correnti ioniche. L'applicazione della nanofluidica è valida anche per la nano-ottica al fine di produrre apparati di microlenti adattabili
La nanofluidica ha avuto un impatto significativo in biotecnologia, medicina e diagnostica clinica con lo sviluppo di dispositivi lab-on-a-chip per PCR e tecniche correlate.
Benché la scienza della nanofluidica sia ancora nella sua infanzia, possiamo aspettarci nei prossimi anni un rapido sviluppo di nuove applicazioni.

## Sfide
Ci sono una varietà di sfide associate al flusso di liquidi attraverso i nanotubi di carbonio e le nanotubature. Un evento comune è il blocco del canale dovuto a macromolecole di grandi dimensioni nel liquido. Inoltre, ogni detrito insolubile nel liquido può facilmente ostruire il tubo. I ricercatori sperano di trovare una risoluzione a ciò in un rivestimento a basso attrito o in materiali per il canale che aiutino a ridurre il blocco dei tubi. Inoltre, a causa delle grandi dimensioni dei polimeri, tra cui le molecole biologicamente rilevanti quali il DNA, spesso vengono ripiegati in vivo. Ciò causa il blocco perché le tipiche molecole di DNA di un virus hanno lunghezze di circa 100-200 kilobase e costituiranno un avvolgimento casuale del raggio di circa 700 nm in soluzione acquosa al 20%. Questo è anche diverse volte maggiore del diametro dei pori dei tubi di carbonio, anche di grandi dimensioni, e di 2 ordini di grandezza del diametro di un nanotubo di carbonio a parete singola.